# Гран-Бассен
Гран-Бассе́н (фр. Grand Bassin, дословно — «Большой бассейн») — кратерное озеро, расположенное в уединённом горном районе, в округе Саван Маврикия. Из озера вытекает река Марон (приток Ангия). Озеро находится в высокогорной части острова на высоте около 550 метров над уровнем моря и имеет глубину около 18 метров. В озере обитает рыба и угри, но рыболовство в нём строго запрещено из-за духовной значимости места.
Начиная с конца XIX века местная индуистская община начала возведение храмов на берегах озера. Сейчас там расположены культовые сооружения, посвящённые богам Шиве, Хануману, Лакшми и другим. В 1925 году была основана ассоциация Hindu Maha Sabha, объединяющая проживающих на острове индуистов. В 1972 году ассоциация провела символическую церемонию, выплеснув в озеро некоторое количество воды, привезённой из священной для индуистов реки Ганга, что по мнению верующих установило особую духовную связь между двумя водоёмами. После этой церемонии озеро получило статус «священного» и второе название «Ганга Талао». Начиная с 1988 года на озеро происходят регулярные паломничества верующих. В 1988 году озеро получило статус природного памятника на национальном уровне, а в 2007 году стало лауреатом проводимого под эгидой ЮНЕСКО всемирного конкурса Melina Mercouri International Prize for the Safeguarding and Management of Cultural Landscapes.
Ежедневно озеро и расположенные на нём индуистские святыни посещает не менее 1000 человек, а за февраль и март их количество достигает 450 000 человек, которые приезжают не только изо всех частей Маврикия, но и из других стран.